# XMobots Apoena
Die XMobots Apoena 1000 ist ein unbemanntes Luftfahrzeug des brasilianischen Herstellers XMobots.

## Geschichte und Konstruktion

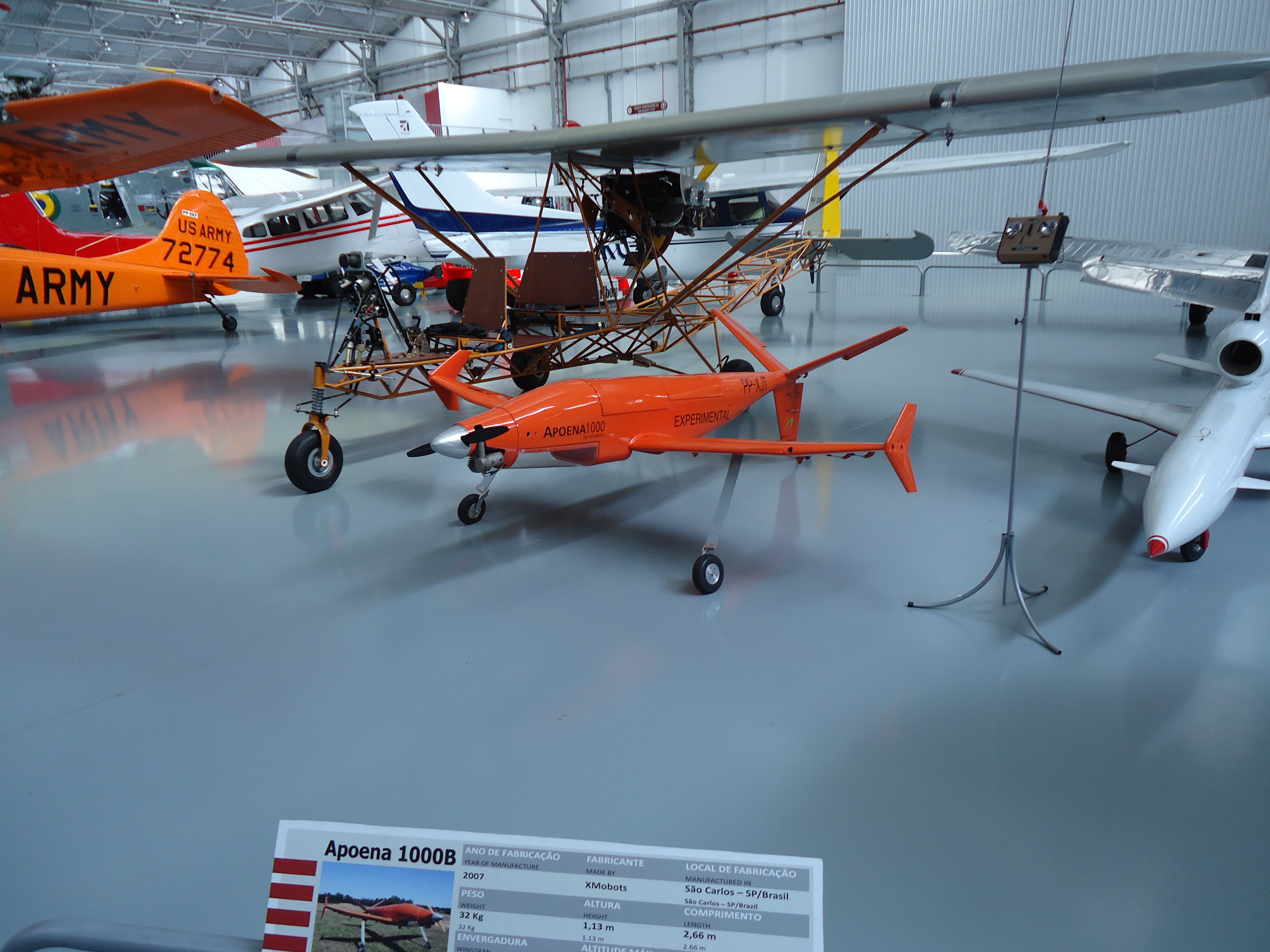
Prototyp der XMobots Apoena

Die Apoena ist die erste von XMobots entwickelte Drohne. Sie gibt es in zwei Varianten: Zum einen die Apoena 1000 mit einer Reichweite von 1000 km und zum anderen die Apoena 3000 ein Model mit größerer Spannweite und einer Reichweite von 3000 km. Die Arbeiten an der Maschine begannen 2007 und der Erstflug erfolgte am 18. November 2008. Das UAV ist ein kleiner Eindecker, der aus Holz und Verbundwerkstoffen gefertigt wurde. Beim Prototyp wurden verschiedene Leitwerkmodelle getestet, wie ein nach unten weisendes Seitenruder mit geraden Höhenrudern (Apoena B genannt) oder ein nach unten weisendes Seitenruder mit positivem V-Leitwerk (siehe nebenstehendes Foto des Prototyps). Die Serienmodelle besitzen ein negatives V-Leitwerk. Die Tragflächen sind unten am Rumpf montiert und  besitzen Winglets an den Enden. Die Maschine verfügt über ein einziehbares nach hinten klappendes Hauptfahrwerk, während die Spornräder jeweils fest an den Leitwerken angebracht sind.  Zudem können die Drohnen eine Nutzlast von 10 bzw. 26 kg tragen. Angetrieben werden sie von einem 3,7 kW starken Zweitaktmotor oder einem Viertaktmotor mit 2,60 kW (näheres zu den Motoren ist nicht bekannt), der einen Zugpropeller antrieb. Die Maschinen benötigen eine Startbahn, können jedoch entweder normal, oder per Fallschirm gelandet werden.

## Technische Daten
| Kenngröße             | Daten Apoena 1000            | Daten Apoena 3000             |
| --------------------- | ---------------------------- | ----------------------------- |
| Länge                 | 2,63 m                       | 2,63 m                        |
| Spannweite            | 2,52 m                       | 3,97 m                        |
| Höhe                  | 0,85 m                       | 0,85 m                        |
| Flügelfläche          | ?                            | ?                             |
| max. Startmasse       | 32 kg                        | 56 kg                         |
| Zuladung              | 10 kg                        | 26 kg                         |
| Reisegeschwindigkeit  | 115 km/h                     | 115 km/h                      |
| Höchstgeschwindigkeit | ?                            | ?                             |
| Dienstgipfelhöhe      | 3000 m                       | 3000 m                        |
| Reichweite            | 1000 km / 8 h                | 3000 km / 24 h                |
| Triebwerke            | 1 × Zweitaktmotor mit 3,7 kW | 1 × Viertaktmotor mit 2,60 kW |